# A borivók tízparancsolata
A borivók tízparancsolata egyfajta iránymutatás a helyes borfogyasztáshoz. Több változata is ismert, nem „kőbe vésett” szabály. 10 pontban sorolja fel útmutatásait.
Ezek az egyik változat szerint:

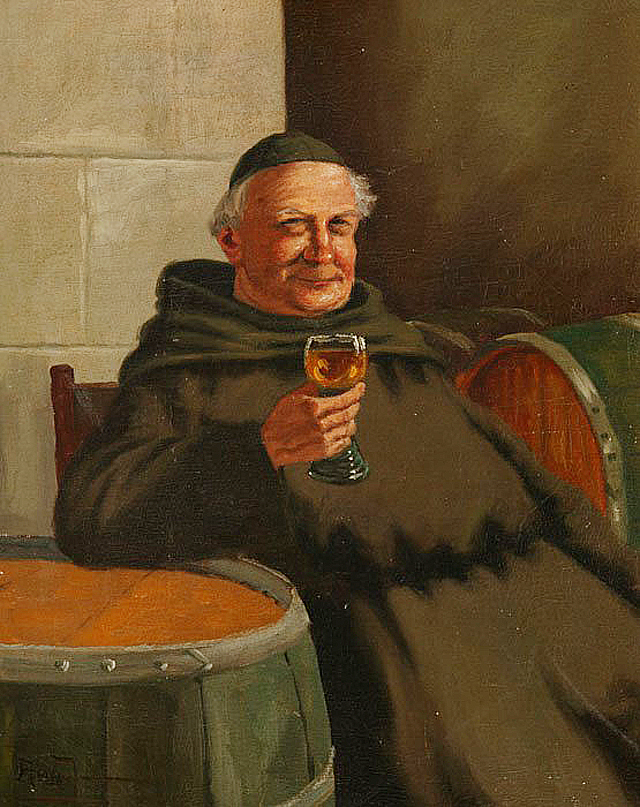

| „ | 1. Bort soha ne igyál éhgyomorra. 2. Borivás előtt ne egyél édes ételeket. 3. Mindig légy figyelemmel az egyes borfajták hőmérsékletére. 4. Bort mindig megfontoltan, lassan igyál. 5. Apró kortyokban élvezd a bor zamatát. 6. Nemes borokat mindig tisztán igyál, soha ne keverd vízzel. 7. Tarts mértéket a borivásban. 8. Jobban ízlik a bor, ha eszel valami „hozzá illőt”. 9. Szeresd a bort, de légy erősebb nála! 10. Bármikor, mielőtt bort iszol, egy pillanatra gondolj mindig arra, hogy mennyi fáradságos, verejtékes munka van egy pohárnyi nedűben. | ” |
|   | |   |